# Josep de Peguera i de Cortit
Josep de Peguera i de Cortit fou un militar austriacista i partidari de la guerra a ultrança durant la Guerra de Successió Espanyola.
Va néixer probablement a Manresa durant la segona meitat del segle xvii. Era fill de Jordi de Peguera i Guilla, donzell de la ciutat de Manresa, i de Margarida de Cortit. El seu pare era senyor dels termes de Castelladral, Valldeperes i Claret dels Cavallers. S'havia casat en primeres núpcies amb Marianna Calvó, que va morir l'any 1651, i en segones núpcies ho feu amb Margarida de Cortit, filla i hereva de Francesc de Cortit, senyor del castell i terme de Gra (la Segarra).
Josep de Peguera i de Cortit, hereu del patrimoni familiar, es va casar amb Teresa d'Alegre i de Solà, germana de Felip Ignasi d'Alegre i de Solà, senyor de Vallverd d'Urgell i Conseller en cap de Barcelona. El matrimoni va residir a Barcelona.
L'any 1705 Josep de Peguera era tinent de cavalleria i es va unir al regiment de Miquel Subies amb la intenció de sotmetre les Terres de Ponent a l'obediència de l'arxiduc Carles. El setembre del 1705 va entrar a Cervera per obtindre l'obediència de la ciutat en favor de Carles d'Àustria. Posteriorment, lluitant en la columna de Manuel Desvalls i de Vergós, va participar en la presa de Lleida. Caiguda Barcelona a favor de Carles d'Àustria, Josep de Peguera va ser ascendit a coronel d'infanteria del regiment de la Reina, però l'any següent va renunciar al comandament del regiment i va ésser substituït pel comte de Noyelles.
En la Junta de Braços del juliol del 1713 va ser un dels signants de la protesta de Manuel de Ferrer i Sitges a favor de la guerra a ultrança. Un mes després, el coronel Josep de Peguera va participar en l'Expedició del diputat militar i amb un esquadró de 60 cavalls va entrar a la ciutat de Manresa i va demanar la mobilització ciutadana a favor de la resistència. La ciutat va formar la seua coronela i en sortiren uns 400 combatents capitanejats per Joan Sobrebals. Assabentat el duc de Pòpuli, comandant general de l'exèrcit borbònic, de la rebel·lió de la ciutat de Manresa, va enviar el 3 d'agost un gran exèrcit format per 4.000 soldats a les ordres del tinent general José de Armendáriz i del general de batalla José Carrillo de Albornoz, comte de Montemar, per castigar la ciutat de Manresa. El 13 d'agost de 1713 Armendáriz va ordenar cremar les cases de les famílies austriacistes (Crema de Manresa) i d'aquells que havien marxat de la ciutat amb la crida del coronel Peguera i, perquè l'incendi no es descontrolés, va manar als veïns que retiressin la pólvora de les seues cases. Les flames van créixer i es van escampar per bona part de la ciutat. El resultat va ser la crema de més de 500 cases, gairebé la meitat de la ciutat. L'incendi va deixar ensorrada la plaça Major, el carrer de Sant Miquel, el carrer de Sobrerroca, el raval de Sant Andreu, el carrer de Santa Llúcia, el carrer de Galceran Andreu i l'església del Carme, entre d'altres. L'incendi de Manresa va ésser el cas més atroç de la tàctica de terra cremada que practicaren els borbònics contra els catalans resistents.
Després de sortir de Manresa, el coronel Josep de Peguera es dirigí cap a Vic per reunir-se amb el diputat militar, però les autoritats de la ciutat, veient la repressió de les tropes borbòniques a Manresa, es negaren a afegir-se a l'alçament i pocs dies després oferien l'obediència al general borbònic Feliciano Bracamonte.
El coronel Peguera va continuar l'expedició amb la columna del general Rafael de Nebot i Font, passant per Ripoll i Ribes de Freser, i travessant la Cerdanya fins a arribar a Organyà, Tremp i Sort, on va reunir-se novament amb el cos principal de l'exèrcit el 21 de setembre. Reunits tots els destacaments, l'expedició es deturà el 4 d'octubre a Caldes de Montbui, on els principals caps militars, i entre ells el coronel Peguera, celebraren un consell de guerra. El mateix dia els principals comandaments s'embarcaven des d'Alella cap a Barcelona, deixant les tropes abandonades. L'expedició acabà sent un fracàs.
Introduït a la ciutat de Barcelona des d'Alella, Josep de Peguera va participar en la defensa de la ciutat durant el setge borbònic. Ocupada Barcelona i tot el Principat de Catalunya per les tropes borbòniques, li van ser confiscats els seus béns. Va morir al castell de Gra, la seua residència senyorial, l'any 1729.
El seu fill Bonaventura de Peguera i d'Alegre, nascut a Barcelona, es va casar l'any 1698 amb Maria Àngela de Jalpí i Trias, de la vila d'Arenys de Mar. Va ser capità del regiment de la Reina i més tard del regiment de la Fe durant el setge de Barcelona. Va participar en l'Expedició del diputat militar i el dia 6 d'octubre de 1713 va prendre part en l'atac al cordó del setge borbònic de Barcelona per la zona del mas Guinardó i aconseguí d'introduir-se a la ciutat. Va morir en combat defensant Barcelona el 13 de juliol del 1714.